# Mäo

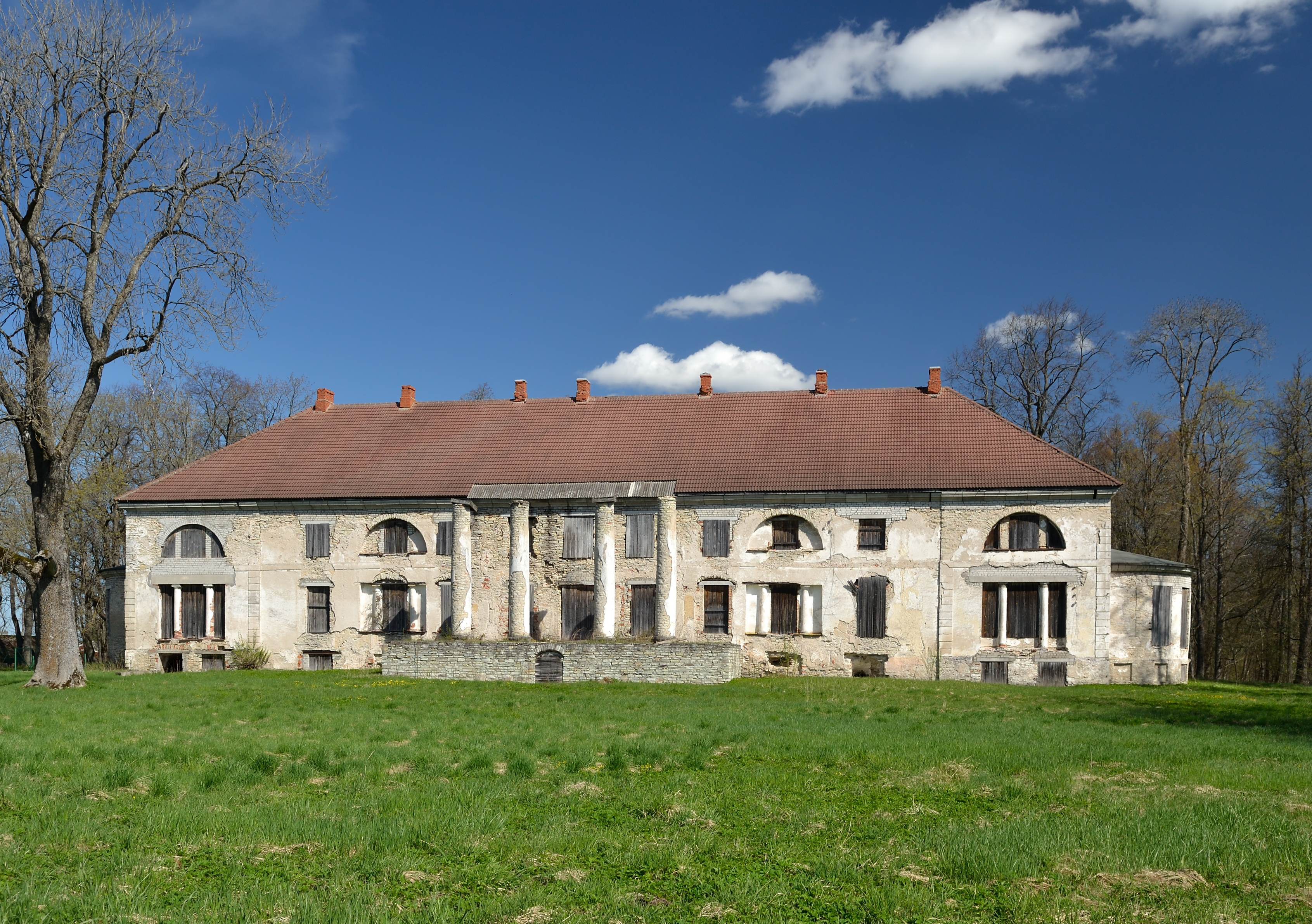
Château de Mexhof

Mäo (autrefois Mexhof) est un petit village de la commune de Paide dans le centre de l'Estonie rurale. Sa population comptait 79 habitants au 1er janvier 2007.
Il est connu pour son château où fut souvent invité Rimski-Korsakov à la fin du XIXe siècle.

## Personnalités liées à la commune
- Johannes Brenner (1906-1975), footballeur, y est né
- Carmen Kass (1978-), mannequin, y a passé une partie de sa jeunesse